# Силвиус I Нимрод (Вюртемберг-Оелс)
Силвиус I Нимрод фон Вюртемберг-Оелс (на немски: Sílvius Nemrod von Württemberg-Weiltingen; * 2 май 1622, Вайлтинген; † 26 април 1664, Бризе (pl.: Brzezinka) при Олешница, Силезия) от Дом Вюртемберг, е първият херцог на Вюртемберг-Оелс (Олешница).

## Живот
Той е вторият син на херцог Юлиус Фридрих фон Вюртемберг-Вайлтинген (1588 – 1635) и съпругата му принцеса Анна Сабина фон Шлезвиг-Холщайн-Зондербург (1593 – 1659), дъщеря на херцог Йохан фон Шлезвиг-Холщайн-Зондербург. Брат е на Родерих (1618 – 1651) и Манфред I (1626 – 1662).
През 1638 г. той участва във войската на Бернхард фон Саксония-Ваймар при обсадата на Брайзах. На 1 май 1647 г. той се жени в Оелс за херцогиня Елизабет Мария фон Мюнстерберг-Оелс, дъщеря на херцог Карл Фридрих I, който умира след няколко седмици. След плащането на 20 000 гулдена и отказ от моравското господство Евишовице на 15 декември 1648 г. във Виена той получава княжеството Оелс от император Фердинанд III.
Силвиус умира от удар на 26 април 1664 г. при посещение на двореца в Бризе, Силезия. Според завещанието му херцог Кристиан фон Лигница-Бриг поема опекунството над синовете му.

## Фамилия
Силвиус се жени на 1 май 1647 г. в Оелс за херцогиня Елизабет Мария фон Мюнстерберг-Оелс (11 май 1625 – 17 март 1686) от род Подебради, дъщеря на херцог Карл Фридрих I от Силезия-Мюнстерберг-Оелс и херцогиня Анна София фон Саксония-Алтенбург, дъщеря на херцог Фридрих Вилхелм I фон Саксония-Ваймар. Двамата имат децата :
- Анна София (1648 – 1661)
- Карл Фердинанд (1650 – 1669), херцог на Вюртемберг-Оелс
- Силвиус II Фридрих (1651 – 1697), херцог на Вюртемберг-Оелс, женен за херцогиня Елеонора Шарлота фон Вюртемберг-Мьомпелгард (1656 – 1743)
- Кристиан Улрих I (1652 –1704), херцог на Вюртемберг-Бернщат, женен 1.: 1672 г. за принцеса Анна Елизабет фон Анхалт-Бернбург (1647 – 1680), 2.: 1683 г. херцогиня Сибила Мария фон Саксония-Мерзебург (1667 – 1693), 3.: 1695 г. принцеса София Вилхелмина фон Източна Фризия (1659 – 1698), 4.: 1700 г. херцогиня София фон Мекленбург-Гюстров (1662–1738)
- Юлиус Зигмунд (1653 – 1684), херцог на Вюртемберг-Юлиусбург, женен 1677 г. за херцогиня Анна София фон Мекленбург-Шверин (1647 – 1726), дъщеря на херцог Адолф Фридрих I фон Мекленбург
- Кунигунда Юлиана (*/† 1655)
- Силвиус (*/† 1660)